# 1336 Zeelandia
(1336) Zeelandia (voorlopige aanduiding 1934 RW) is een planetoïde in de planetoïdengordel tussen de planeten Mars en Jupiter. Zeelandia is de Latijnse benaming voor de Nederlandse provincie Zeeland en werd ontdekt door Hendrik van Gent in Johannesburg op 9 september 1934.